# 国鉄7850形蒸気機関車

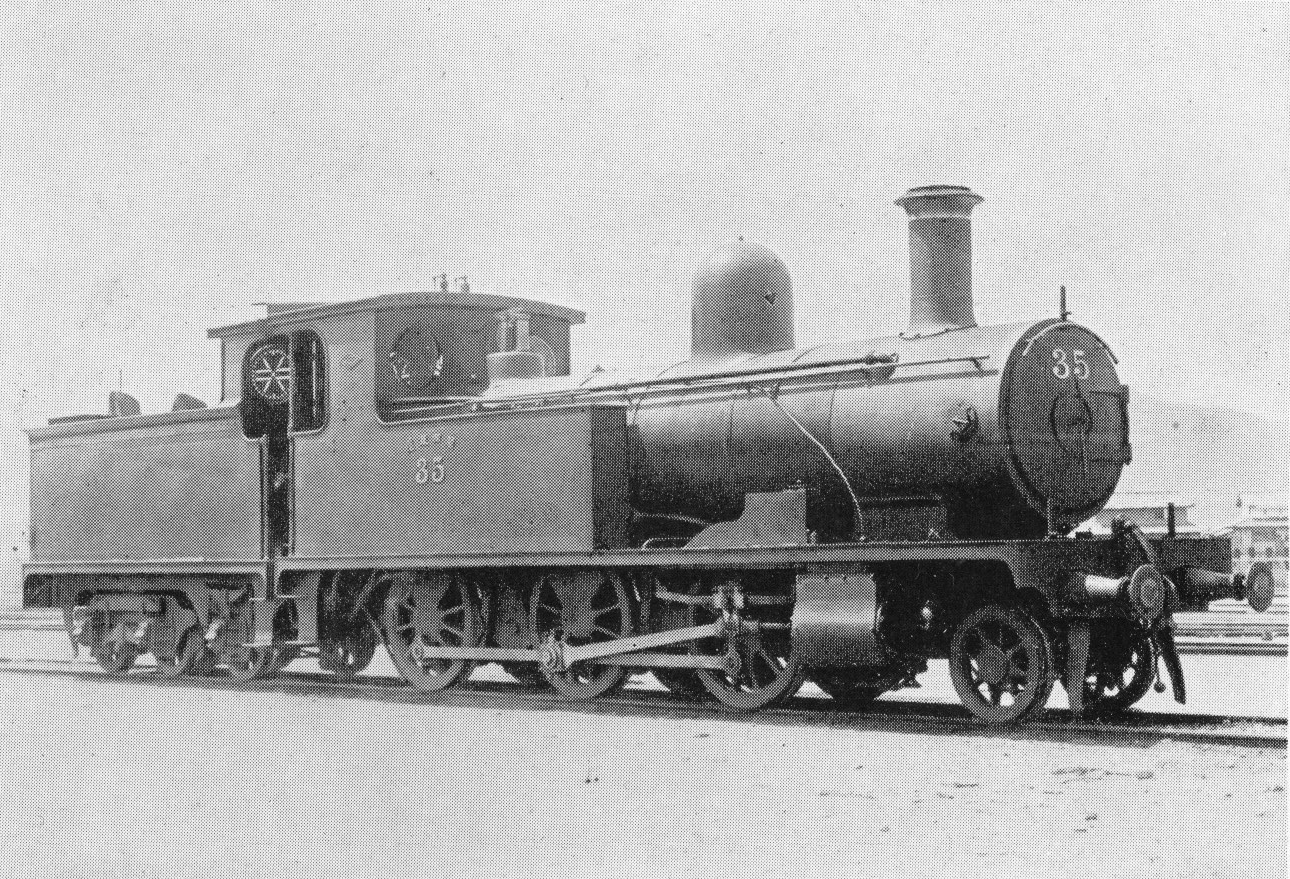
関西鉄道35（後の鉄道院7850形）

7850形は、かつて日本国有鉄道の前身である鉄道作業局・鉄道院・鉄道省に在籍したテンダ式蒸気機関車である。

## 概要
元は、関西鉄道が亀山・加茂間の鈴鹿山脈越えの勾配区間で使用するため、1898年（明治31年）にイギリスのダブス社で10両（製造番号3598 - 3603，3615 - 3618）を製造した車軸配置2-6-0(1C)形で2気筒単式の飽和式テンダ機関車である。1908年（明治41年）にはダブス社の後身であるノース・ブリティッシュ・ロコモティブで2両（製造番号17725，17726）が追加製造された。
関西鉄道では30形「電光（いなずま）」と称し、1898年製の10両は30 - 39、1908年製の2両は122, 123と付番された。
形態的には、勾配区間での動輪の粘着重量を稼ぐため、テンダ機関車でありながら機関車本体に側水槽を設けていることが特徴で、官設鉄道のAG形（後の鉄道院7700形）やAK形（後の鉄道院7900形）とは、同クラスの機関車である。また、運転室は機関車本体の他、炭水車にも屋根と側版が設けられており、側面から見ると門構えのような形態（トロピカルタイプ。イギリスの植民地鉄道によく見られたタイプ）で、日本の蒸気機関車では唯一のものである。
国有化後の1909年（明治42年）に制定された鉄道院の車両形式称号規程では、30 - 39は7850形（7850 - 7859）に改められたが、同形のはずの122, 123は、どういうわけか旧北海道鉄道C2形と同じ7800形（7800, 7801）に誤定された。この誤りは1913年（大正2年）8月に訂正され、この2両は本形式の7860, 7861に改められた。
国有化後も引き続き関西本線の亀山・加茂間で使用されたが、大正中期には新型機に追われて山陰本線の豊岡や鳥取に配属されていた。大正末期には半数が関西本線の王寺に戻り、山陰線のものも山口線に移っていた。やがて、関西本線のものは京都の梅小路や神戸港に移り、小運転や入換用となった。これらは入換に適するよう、シリンダ径を縮小し、使用蒸気圧を上げて動力逆転器を装備し、歩み板上にあった砂箱はボイラー上に移設され、特徴的なトロピカルタイプの運転室も通常型に改装されて、原形を大きく損なっていた。
廃車は、門司鉄道管理局（行橋）に配属されていた7856 - 7861は1931年（昭和6年）4月、大阪鉄道管理局の7850 - 7855は1933年（昭和8年）11月で、民間へ払い下げられたり、保存されたものはなかった。

## 主要諸元
1924年版形式図集の数値を記す。
- 全長 : 14,459mm
- 全高 : 3,673mm
- 全幅 : 2,286mm
- 軌間 : 1,067mm
- 車軸配置 : 2-6-0(1C)
- 動輪直径 : 1,250mm
- 弁装置 : スチーブンソン式アメリカ型

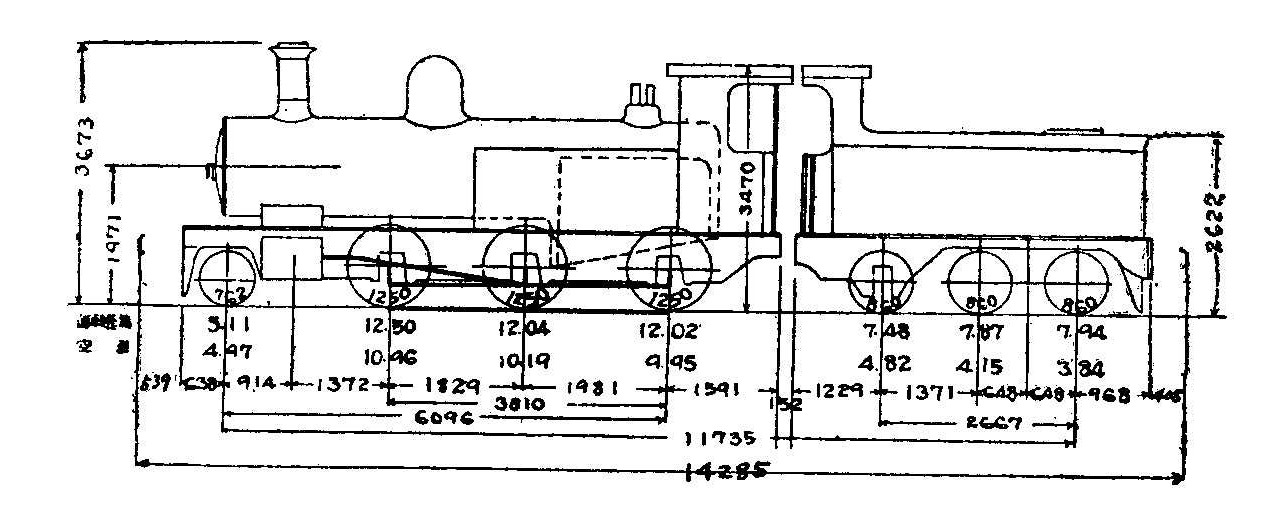
形式図

- シリンダー（直径×行程） : 406mm×559mm
- ボイラー圧力 : 12.7kg/m2
- 火格子面積 : 1.54m2
- 全伝熱面積 : 92.1m2
  - 煙管蒸発伝熱面積 : 83.2m2
  - 火室蒸発伝熱面積 : 8.9m2
- ボイラー水容量 : 3.1m3
- 小煙管（直径×長サ×数）：45mm×3,204mm×186本
- 機関車運転整備重量 : 41.67t
- 機関車空車重量 : 36.07t
- 機関車動輪上重量（運転整備時） : 36.56t
- 機関車動輪軸重（第2動輪上） : 12.50t
- 炭水車重量（運転整備） : 23.29t
- 炭水車重量（空車） : 12.81t
- 水タンク容量 : 11.2m3
- 燃料積載量 : 2.03t
- 機関車性能
  - シリンダ引張力（0.85P）: 7,960kg
- ブレーキ装置 : 手ブレーキ、真空ブレーキ